# Autoreplicazione
Si definisce autoreplicazione qualunque processo tramite il quale qualcosa crea una copia di sé. Le cellule, in ambiente adatto, si riproducono per divisione cellulare. Durante tale processo il DNA viene replicato e può essere trasmesso alla progenie durante la riproduzione. I virus biologici si possono riprodurre, ma solamente appropriandosi del sistema riproduttivo di cellule attraverso il processo di infezione. I virus informatici si riproducono invece utilizzando l'hardware ed il software già presenti sul computer.